# گارد ولزی
گارد ولزی (انگلیسی: Welsh Guards) گردان پیاده‌نظام زیرمجموعه نیروی زمینی بریتانیا است، که در سال ۱۹۱۵ تأسیس شد.